# Urška Poje
Urška Poje, née le 10 mai 1997 à Postojna, est une biathlète slovène.

## Carrière
Active au niveau international junior depuis 2013, elle fait ses débuts à la Coupe du monde à Hochfilzen durant la saison 2014-2015, à 17 ans. En 2015, elle prend part à ses premiers championnats du monde à Kontiolahti. Elle est aussi sélectionnée aux Championnats du monde 2016 et 2017. En 2017, elle est aussi sixième du sprint des Championnats du monde junior.
Poje obtient son premier podium international dans la Coupe IBU junior en 2017 dans un relais simple mixte à Pokljuka. Au même endroit, elle gagne une médaille d'argent aux Championnats d'Europe junior en 2018 sur le relais simple mixte.
En 2018, elle obtient son meilleur résultat dans l'élite aux Jeux olympiques de Pyeongchang, avec sa 12e de l'individuel. Elle y est aussi 75e du sprint et 14e du relais mixte. 
Au début de la saison 2018-2019, Elle marque ses premiers points en Coupe du monde avec une 38e place au sprint d'Hochfilzen (10/10 au tir).
À seulement 22 ans, en 2020, elle décide de prendre sa retraite sportive en raison d'un burnout qui l'a éloignée de la compétition en 2019-2020.

## Palmarès

### Jeux olympiques d'hiver
| Épreuve / Édition                | Individuel | Sprint | Poursuite | Départ en masse | Relais | Relais mixte |
| Jeux olympiques 2018 Pyeongchang | 12e        | 75e    | —         | -               | -      | 14e          |

Légende :
- — : non disputée par Poje

### Championnats du monde
| Épreuve / Édition          | Individuel | Sprint | Poursuite | Départ en masse | Relais | Relais mixte |
| Mondiaux 2015 Kontiolahti  | 62e        | 77e    | —         | —               | 22e    | —            |
| Mondiaux 2016 Holmenkollen | —          | —      | —         | —               | 9e     | —            |
| Mondiaux 2017 Hochfilzen   | 79e        | 79e    | -         | -               | 17e    | -            |
| Mondiaux 2019 Östersund    | 83e        | -      | -         | -               | 23e    | -            |

Légende :
- — : non disputée par Poje

### Coupe du monde
- Meilleur classement général : 98e en 2019.
- Meilleur résultat individuel : 38e.

#### Classements en Coupe du monde
| Année     | Classement général final | Sprint | Poursuite | Individuel | Mass start |
| 2018-2019 | 98e                      | 90e    | -         | -          | -          |

### Championnats d'Europe junior
- Médaille d'argent au relais simple mixte en 2018 à Pokljuka.